# Sainte-Eulalie (Cantal)
Sainte-Eulalie – miejscowość i gmina we Francji, w regionie Owernia-Rodan-Alpy, w departamencie Cantal.
Według danych na rok 1990 gminę zamieszkiwało 225 osób, a gęstość zaludnienia wynosiła 16 osób/km² (wśród 1310 gmin Owernii Sainte-Eulalie plasuje się na 625. miejscu pod względem liczby ludności, natomiast pod względem powierzchni na miejscu 662.).